# John Byng
Pour les articles homonymes, voir John Byng (écrivain) et Byng.
L'amiral John Byng (29 octobre 1704 - 14 mars 1757), est un officier de marine britannique. Entré dans la Royal Navy à l'âge de treize ans, il prend part à la bataille du cap Passaro en 1718. Pendant les trente années qui suivent, il se construit une réputation d'officier de marine de qualité et est promu vice-amiral en 1747.
Il est surtout connu pour la perte de Minorque en 1756 au début de la guerre de Sept Ans. Les vaisseaux dont il disposait nécessitaient des réparations et il est relevé de son commandement avant d'avoir pu les effectuer ou faire parvenir sur place les renforts dont il avait besoin.
Il passe en cour martiale et est jugé coupable de n'avoir pas fait « tout son possible » pour empêcher Minorque de tomber aux mains des Français à la suite de la bataille de Minorque. Il est condamné à mort et exécuté le 14 mars 1757.

## Biographie

### Origines et famille
John Byng naît à Southill dans le Bedfordshire (Angleterre). Il est le quatrième fils du Rear Admiral George Byng, plus tard 1er vicomte de Torrington. À l'époque où il entre dans la Royal Navy en mars 1718, la carrière de son père, Premier Lord de l’Amirauté de 1727 à 1733, est à son apogée. Il jouit d'une influence considérable depuis son soutien à Guillaume III dans sa prétention au trône d'Angleterre en 1689. Ce soutien, assure à la famille la fortune et les honneurs. En 1721, son père est récompensé par le Roi George Ier avec une vicomté, il est créé premier vicomte Torrington.

### Débuts dans laRoyal Navy
Comme de nombreux fils cadets des familles de la noblesse britannique, John Byng ne pouvait compter sur la fortune ni les titres acquis par son père qui, selon la tradition, revenaient à l'ainé. Cependant, le soutien de son père permet à John Byng une ascension rapide. Au début de sa carrière, Byng reçoit une série d'affectations en Méditerranée. Il est promu au grade de lieutenant en 1723 puis celui de capitaine en 1727, à l'âge de 23 ans. Il reçoit le commandement du HMS Gibraltar. Il continue à servir en Méditerranée jusqu'en 1739, sans prendre part aux combats En 1742, il est gouverneur-commodore de la colonie de Terre-Neuve.
Il est promu Rear-Admiral en 1745, puis Vice-Admiral en 1747.
Il a alors la chance de servir dans une zone sans combat, et évite alors les places les plus difficiles de la Royal Navy. Il est Member of Parliament pour Rochester de 1751 à sa mort.

### Guerre de Sept Ans

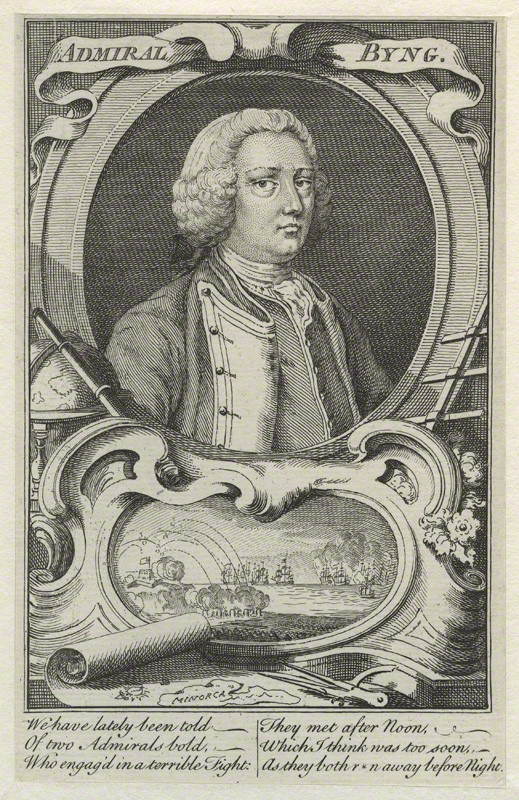
Gravure anglaise de l'amiral Byng, sous titrée :
We have lately been told
Of two admirals bold,
Who engag'd in a terrible Fight :
They met after Noon,
Which I think was too soon,
As they both ran away before Night.

Au début de la guerre de Sept Ans, l'île de Minorque - possession britannique depuis qu'elle a été capturée en 1708 pendant la guerre de Succession d'Espagne - est sous la menace d'une attaque française lancée depuis Toulon. Byng, alors amiral dans la Manche depuis 1755, prend la relève de la garnison du fort Saint-Philippe, situé à Port-Mahon, et passe en Méditerranée. Malgré ses protestations, l'escadre est insuffisamment équipée, faute d'argent et de temps. Ses ordres de mettre les voiles sont retardés de cinq jours, sans explication, ce qui se révèlera par la suite décisif dans l'échec de son expédition. Byng craint alors fortement une attaque française à laquelle il serait difficile de faire face. Les marines sous ses ordres sont remplacés par des soldats destinés à renforcer la garnison, ce qui fait craindre à Byng que s'il rencontre la flotte française en haute mer il n'aurait pas assez de marins pour lui faire face. Byng prend cependant la mer le 8 mai avec dix vaisseaux en mauvais état, prenant l'eau et n'ayant pas été correctement radoubés, et en sous-effectifs.
Sa correspondance montre qu'il envisageait un échec avant même de prendre la mer, qu'il ne pensait pas que la garnison pourrait faire face longtemps aux forces françaises, et qu'il avait déjà pris la décision de ne pas débarquer ses hommes à Minorque s'il se rendait compte sur place que la tâche présentait un trop grand risque. Il écrit ces préoccupations dans une lettre envoyée à l'Amirauté depuis Gibraltar, dont le gouverneur avait refusé de renforcer la force envoyée au secours de l'île.

#### Bataille de Minorque

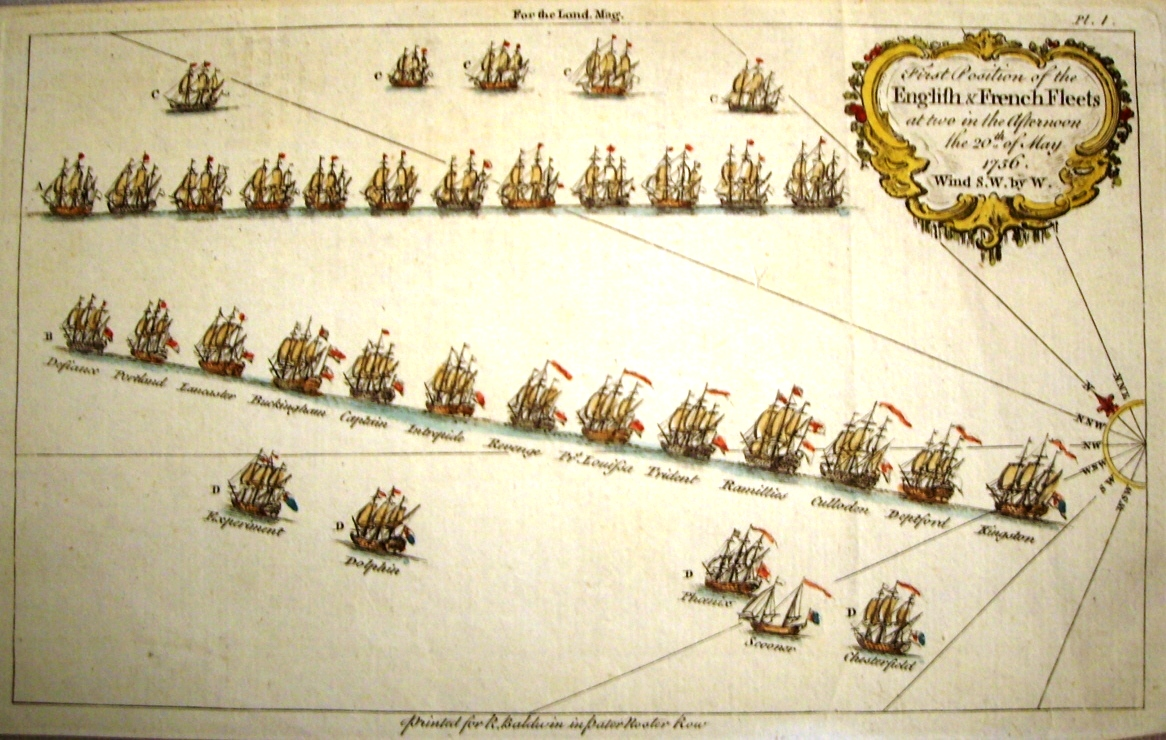
La bataille de Minorque, le 20 mai 1756 est indécise. La retraite de Byng laisse cependant la victoire à La Galissonière.

Avant qu'il n'arrivât à Minorque, les Français avaient débarqué 12 000 hommes sur la côte occidentale de l'île, et ces derniers étaient en train de se répartir afin d'occuper toute l'île. Le 19 mai, Byng est en vue de la côte orientale de l'île quand il entre en communication avec le fort. Avant d'avoir pu débarquer un seul de ses soldats, l'escadre française étant commandée par le marquis de La Galissonière, mais la bataille ne devait pas débuter avant le lendemain.
Byng, qui parvient à se placer de sorte à obtenir l'avantage du vent, attaque la ligne française en formant un angle, de telle sorte que son avant-garde commence le combat alors que le reste de la flotte, y compris le navire amiral monté par Byng, reste hors de portée du feu. Les vaisseaux français infligent des dégâts importants à l'avant-garde anglaise avant de se retirer. Lorsque son capitaine de pavillon lui fait remarquer qu'en se positionnant en dehors de la ligne, il pourrait amener le centre français plus près du combat, il rejette cette idée au motif que Thomas Mathews avait été renvoyé pour avoir agi de la sorte. Les Français, dont les forces étaient équivalentes à celles de la flotte anglaise, s'éloignent sans dommages.
Après être resté dans les parages de Minorque pendant quatre jours sans parvenir à rétablir la communication avec le fort ni que les Français reviennent l'affronter, Byng pense qu'il a fait tout ce qu'il pouvait et il est pressé par l'état de ses bâtiments. Le port le plus proche pour effectuer les réparations et débarquer les blessés étant alors Gibraltar, le plan envisagé par Byng est de s'y rendre, de réparer ses vaisseaux, d'embarquer de nouvelles troupes et de retourner au secours du Fort Saint-Philippe. Il rentre donc à Gibraltar. Après l'arrivée des renforts il commence les préparatifs pour retourner à Minorque. Cependant, avant qu'il n'ait quitté Gibraltar avec sa flotte, un navire arrive d'Angleterre avec des instructions, relevant Byng de son commandement et lui enjoignant de rentrer en Angleterre sur ce bâtiment, où il est immédiatement détenu. Paradoxalement, Byng est finalement promu au grade de full Admiral le 1er juin, après le combat de Minorque.
Malgré l'effectif bien plus important des troupes françaises, la garnison anglaise de Minorque résiste jusqu'au 29 juin, date à laquelle elle est contrainte de capituler. Selon les termes négociés, la garnison est autorisée à rentrer en Angleterre, et le fort et l'île passent sous contrôle français.

#### Jugement devant une cour martiale
Dans un premier temps, l'échec et la perte du Fort Saint-Philippe causent émotion et colère parmi les officiers de marine, et dans tout le pays,. Rapatrié en Angleterre, Byng est présenté devant une cour martiale pour avoir enfreint les Articles of War. Ceux-ci avaient récemment été durcis, et requéraient la peine capitale pour les officiers qui n'auraient pas fait tout leur possible face à l'ennemi, au cours du combat ou de la poursuite.
En 1745, pendant la guerre de Succession d'Autriche, un jeune lieutenant nommé Baker Phillips avait été jugé en cour martiale et exécuté en application de ces nouvelles règles. Son navire avait été capturé par un vaisseau français. Il apparait que le capitaine n'avait pas préparé de manière adéquate son vaisseau pour le combat. Il fut tué lors des premières bordées. Baker Phillips prit alors le commandement. Le vaisseau n'était plus en mesure de se défendre, ce jeune officier inexpérimenté fut contraint d'abaisser son pavillon, livrant ainsi le navire aux Français.
L'attitude négligente de l'officier sous le commandement duquel officiait Phillips est soulignée par la cour martiale. Une recommandation est rédigée pour que ce dernier soit acquitté, mais cet acquittement est refusé par le Lords Justices of Appeal. Cette injustice révolte alors la nation et les Articles of War sont amendés afin que la loi soit la même pour tous les officiers, quel que soit leur grade, et que la peine de mort soit appliquée à tout officier qui n'aurait pas fait tout son possible face à l'ennemi.
Concernant le jugement de Byng, la cour martiale l'acquitte des chefs d'accusation de couardise et de défection, et ne le condamne que pour n'avoir pas fait tout son possible, ce dernier ayant décidé de ne pas poursuivre la flotte française qui venait d'infliger des dégâts considérables à son avant-garde, préférant protéger le reste de sa flotte. La cour martiale ne disposait alors d'aucune marge de manœuvre et, en vertu des Articles of War, elle est contrainte de condamner Byng à mort. Cependant, ses membres recommandent que les Lords de l'Amirauté demandent au Roi George II d'exercer sa prérogative royale de grâce.

#### Rejet de la demande de grâce et exécution

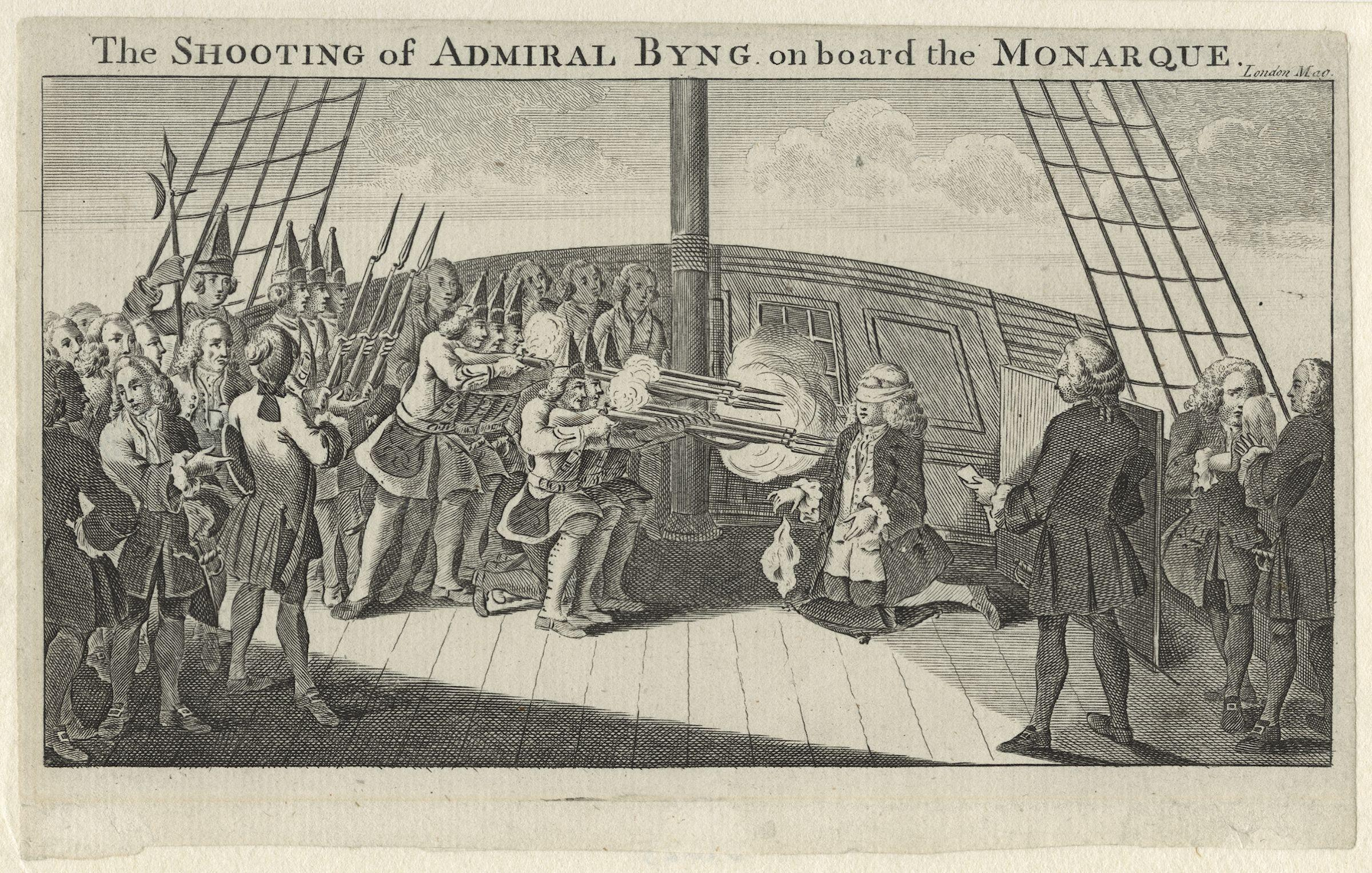
The Shooting of Admiral Byng, artiste inconnu. Gravure représentant l'exécution de l'amiral Byng à bord du.

Le nouveau First Lord of the Admiralty, Lord Temple, obtient une audience avec le Roi pour lui demander la clémence, mais cette dernière lui est refusée après un échange tendu. Quatre membres de la cour martiale présentent une requête au Parlement, demandant à être relevés de leur serment afin de pouvoir s'exprimer et prendre la défense de l'amiral Byng. La Chambre des communes vote une loi en ce sens, mais la Chambre des lords rejette cette demande.
Le Premier Ministre, William Pitt l'Ancien, est alors conscient que l'Amirauté est — tout du moins partiellement — responsable de la perte de Minorque en raison de l'insuffisance des forces et des moyens affectés à sa défense. Lord Newcastle, l'homme politique responsable de cet échec, avait depuis rejoint le Premier Ministre au sein d'une coalition politique. Il était donc difficile pour Pitt de contester le verdict de la cour martiale avec autant de force qu'il aurait voulu. Néanmoins, il demande à son tour au roi de commuer la peine de mort en peine de prison. Cet appel est rejeté, à cause de l'opposition politique entre Pitt et George II : le premier ministre avait poussé le roi George à céder ses droits héréditaires d'Électeur de Hanovre, cette position étant en conflit d'intérêts avec la politique du gouvernement britannique en Europe continentale.
La sévérité de la condamnation, combinée à la suspicion que l'Amirauté essayait de se protéger de la colère publique en rejetant la faute sur un amiral, débouche sur une réaction en faveur de Byng aussi bien dans la Navy que dans le reste du pays, qui avait auparavant exigé plus de sévérité. Pitt, le Leader of the House of Commons, dit alors au roi : « the House of Commons, Sir, is inclined to mercy » (en français : Sire, la Chambre des Communes est encline à la grâce), ce à quoi George II répond : « You have taught me to look for the sense of my people elsewhere than in the House of Commons » (en français : Vous m'avez appris à chercher le bien de mon peuple ailleurs que dans la Chambre des communes).
Le roi n'accorde pas la grâce. Depuis le verdict de la cour martiale, l'amiral Byng était détenu à bord du HMS Monarch dans le Solent. Le 14 mars 1757, il est conduit sur le gaillard pour son exécution. En présence de tous les hommes des bâtiments de la flotte entourant le Monarch, l'amiral s'agenouille sur un coussin et signifie qu'il est prêt à affronter la mort en laissant tomber son mouchoir. À ce signal un peloton de Royal Marines fait feu sur John Byng.

## Analyse
La sévérité de la peine et la lâcheté du ministère, soupçonné d'avoir cherché à se couvrir en rejetant tout le blâme sur l'amiral, suscitèrent ensuite une réaction en faveur de l'amiral Byng. Il devint un lieu commun de dire que Byng avait été mis à mort par suite d'une erreur de jugement, la cour l'ayant acquitté des chefs d'inculpation de couardise et poltronnerie.
Byng avait été condamné uniquement pour n'avoir pas fait de son mieux. Cependant, à la suite de nombreux scandales durant les guerres précédentes, la loi martiale avait été délibérément durcie afin de ne laisser aucune faute impunie et d'appliquer la peine de mort pour tout officier, quel que soit son rang, n'ayant pas fait l'impossible devant l'ennemi.
Byng est le dernier officier supérieur de son rang à être exécuté de la sorte, et 22 ans plus tard les Articles of War sont amendés pour prévoir « such other punishment as the nature and degree of the offence shall be found to deserve » comme alternative à la peine capitale. En 2007, certains des descendants de Byng pétitionnent le gouvernement pour obtenir un pardon posthume ; le Ministère de la Défense britannique refuse. Des membres de sa famille et une association de Southill dans le Bedfordshire où la famille de Byng vivait continuent de chercher à obtenir ce pardon.
L'exécution de Byng a été appelée « le pire crime légal dans les annales de la nation »,. Cependant, elle a pu aider à influencer le comportement ultérieur des officiers de marine en leur inculquant « une culture de détermination agressive qui distinguera les officiers Britanniques de leurs contemporains étrangers, et qui leur donnera un ascendant psychologique »,. Assez paradoxalement, son exécution pourrait avoir contribué au succès ultérieur de la Royal Navy, dans l'acquisition et la défense de l'Empire britannique, ses commandants étant conscients que s'ils échouaient lors d'une bataille, ils risquaient un châtiment sévère. Selon les mots d'un des historiens de la Royal Navy, cet assassinat judiciaire démontre brutalement que l'on attendait alors des officiers de marine britanniques plus que du courage et de la loyauté.
Ces considérations n'étaient d'aucun réconfort pour la famille de la victime. L'épitaphe de l'amiral Byng sur le caveau familial en l'église All Saints Church à Southill, exprime leur vision des choses, vision partagée alors par une grande partie de la population:

## Littérature
L'exécution de Byng a inspiré quelques lignes à Voltaire :

« En causant ainsi ils abordèrent à Portsmouth ; une multitude de peuples couvrait le rivage, et regardait attentivement un assez gros homme qui était à genoux, les yeux bandés, sur le tillac d'un des vaisseaux de la flotte ; quatre soldats, postés vis-à-vis de cet homme, lui tirèrent chacun trois balles dans le crâne le plus paisiblement du monde, et toute l'assemblée s'en retourna extrêmement satisfaite. 

— Qu'est-ce donc que tout ceci ? dit Candide, et quel démon exerce partout son empire ? » Il demanda qui était ce gros homme qu'on venait de tuer en cérémonie. 

— C'est un amiral, lui répondit-on. 

— Et pourquoi tuer cet amiral ? 

— C'est, lui dit-on, parce qu'il n'a pas fait tuer assez de monde ; il a livré un combat à un amiral français, et on a trouvé qu'il n'était pas assez près de lui. 

— Mais, dit Candide, l'amiral français était aussi loin de l'amiral anglais que celui-ci l'était de l'autre ! 

— Cela est incontestable, lui répliqua-t-on ; mais dans ce pays-ci il est bon de tuer de temps en temps un amiral pour encourager les autres. »

— Candide ou l'optimisme, chapitre 23

### Sources et bibliographie
- (en) John Charnocks, Biographia navalis, vol. IV. pp. 145-179.
- (en) John Knox Laughton, Studies in Naval History, Londres, Longman Green, 1887 (OCLC 669137632), p. 262
- (en) William Clowes, The royal navy : a history from the earliest times to the present, vol. III, 1898 (OCLC 645627800), p. 278
- (en) Warren Tute, The True Glory, The Story of the Royal Navy over a thousand years, Londres, Macdonald & Co, 1983 (ISBN 0-356-10403-6), p. 81–83
- (en) N. A. M. Rodger, The wooden world : an anatomy of the Georgian navy, Londres, Collins, 1986, 445 p. (ISBN 0-00-216548-1), « Discipline », p. 247–248
- (en) N.A.M. Rodger, The Command of the Ocean : A Naval History of Britain, vol. 2 : 1649-1815, Londres, Allen Lane, 2004, 907 p. (ISBN 0-7139-9411-8), p. 272

« More and more in the course of the century, and for long afterwards, British officers encountered opponents who expected to be attacked, and more than half expected to be beaten, so that [the latter] went into action with an invisible disadvantage which no amount of personal courage or numerical strength could entirely make up for. Traduction: Au cours du siècle, et longtemps par la suite, les officiers britanniques furent de plus en plus fréquemment confrontés à des ennemis qui s’attendaient à être attaqués, et qui, pour plus de la moitié d’entre eux, s’attendaient à être battus. C’est pourquoi (ces derniers) passaient à l’attaque avec un réel désavantage qu’aucun courage personnel, aucune supériorité numérique ne pouvaient totalement compenser. »
- (en) Daniel A Baugh, Oxford Dictionary of National Biography, Oxford, Royaume-Uni, Oxford University Press, 2004 (DOI 10.1093/ref:odnb/4263), « Byng, John (bap. 1704, d. 1757) »
- (en) John B. Hattendorf, Oxford Dictionary of National Biography, Oxford, Royaume-Uni, Oxford University Press, 2004 (DOI 10.1093/ref:odnb/4262), « Byng, George, first Viscount Torrington (1663–1733) »
- (en) Chris Ware, Admiral Byng : His Rise and Execution, Barnsley, Angleterre, Pen and Sword Maritime, 2009, 192 p. (ISBN 978-1-84415-781-5 et 1-84415-781-4), p. 151–153
- Pierre Gilles Cézembre, « John Byung : L'amiral exécuté pour avoir perdu une bataille », La grande histoire des armées, no 18 « Les grands amiraux combats navals légendaires »,‎ juillet 2023, p. 62-63
- De nombreuses brochures de l'époque traitent de ce sujet mais elles sont sans valeur historique, excepté en tant qu'illustration de l'état d'opinion publique.